# Poecilopsis intermedia
Poecilopsis intermedia là một loài bướm đêm trong họ Geometridae.